# Кан, Ханс Питер
Ханс Питер Кан (нем. Hans Peter Kahn; 1921—1997) — американский художник немецкого происхождения, каллиграф и педагог.

## Биография
Родился 5 июля 1921 года в Лейпциге в еврейской семье Эмиля Кана — композитора и дирижёра, и его жены Нелли Будге Кан — поэтессы и арфистки.
В Германии Ханс Питер посещал Вальдорфскую школу и Штутгартскую гимназию. В 1937 году семья уехала из фашистской Германии в США, жили в Нью-Йорке, где Кан работал дизайнером окон в компании Bamberger и посещал Институт Пратта в Бруклине. Позже работал профсоюзным организатором и дизайнером коммерческой графики.
В 1942 году начал службу в армии США. Был участником Второй мировой войны на европейском театре боевых действий; работал переводчиком на ранних стадиях Нюрнбергского процесса и вернулся в Нью-Йорк в 1945 году. Учился в Лиге студентов-художников у Вацлава Вытлачила. При участии Вытлачила Ханс Питер Кан получил стипендию в школе Ханса Хофмана в Нью-Йорке.
В 1947 году Кан познакомился и женился на писательнице Рут Ганнетт. С 1949 года Кан был ассистентом в школе Хофмана в Провинстауне, штат Массачусетс. В следующем году он получил степень бакалавра искусств, а в 1952 году — степень магистра философии в Нью-Йоркском университете. С 1949 года он преподавал в колледже Sarah Lawrence College, а с 1952 по 1954 год — в Университете штата Луизиана в Батон-Руже. Затем стал руководителем отдела искусств в Хэмптонском институте (ныне Хэмптонский университет).
В 1957 году Ханс Питер Кан принял должность на факультете изящных искусств Корнеллского университета, входящего в Лигу плюща, где проработал до выхода на пенсию в 1984 году. Он жил в собственном доме недалеко от Этны, штат Нью-Йорк, со своей женой и пятью дочерьми. В университете Кан преподавал живопись, графику и каллиграфию. Он написал два учебника по искусству каллиграфии и книжного оформления. Кроме этого, создавал декорации для театра, писал многочисленные политические плакаты и анонсы концертов и лекций Корнелла.
После выхода на пенсию Кан продолжал активно участвовать в летней программе для выпускников Корнелла. Он организовывал поездки по изучению истории искусства, в том числе в Лондон и Париж, а также в Голландию и Бельгию. В 1985—1986 годах Кан с женой руководили Корнеллской зарубежной программой в Гамбургском университете. Переехав в Трумансберг, штат Нью-Йорк, он продолжал преподавать технику рисования, типографику, каллиграфию и эстамп.
Кан был добровольным пожарным в Улиссе в течение 20 лет и умер от сердечного приступа 16 февраля 1997 года при исполнении служебных обязанностей, регулируя движение во время чрезвычайной ситуации. Был похоронен в Трумансберге.
На стене пожарной компании Трумансберга имеется мемориальная табличка, посвящённая Хансу Питеру Кану.